# アルーナス・クリマヴィチュス
アルーナス・クリマヴィチュス（Arūnas Klimavičius、1982年10月5日 - ）は、リトアニア、パネヴェジース出身の元サッカー選手。現役時代のポジションはDF。弟のリナス・クリマヴィチュスもサッカー選手である。

## 経歴
1982年、リトアニアのパネヴェジースで生まれ、2000年に地元のFKエクラナス・パネヴェジースでキャリアをスタートさせた。
2007年、ロシア・プレミアリーグのFCディナモ・モスクワへ移籍。2009年、FCウラル・スヴェルドロフスク・オブラストへ1年契約で移籍をした。
2009年11月、FCシビル・ノヴォシビルスクへ2年契約で移籍。
2011年、カザフスタンのFCジェティスへ移籍をした。
2011年12月27日、FCアクトベに移籍した。